# 난디현

난디현

난디현(Nandi County)은 케냐를 구성하는 47개 현 가운데 하나로 현도는 카프사베트이며 면적은 2,884.5 km2, 인구는 752,965명(2009년 기준)이다. 2013년에 실시된 행정 구역 개편에 따라 리프트밸리주에서 분리되어 신설되었다. 서쪽으로는 카카메가현과 비히가현, 남쪽으로는 키수무현, 남동쪽으로는 케리초현, 동쪽과 북쪽으로는 우아신기슈현과 접한다.

## 인구
| 연도    | 인구    | ±%     |
| ------- | ------- | ------ |
| 1979    | 299,319 | —      |
| 1989    | 433,613 | +44.9% |
| 1999    | 578,751 | +33.5% |
| 2009    | 752,965 | +30.1% |
| 2019    | 885,711 | +17.6% |
| source: |         |        |